# صدمة ثقافية
الصدمة الثقافية، تعبير يستعمل لوصف المخاوف والمشاعر (من المفاجأة، الحيرة، الفوضى، إلخ) المحسوسة عندما يتعامل الناس ضمن ثقافة أو محيط اجتماعي مختلف تماما، كالبلاد الأجنبية، وترتفع هذه الصعوبات في خلال استيعاب الثقافة الجديدة، مما يشكل صعوبات في معرفة الملائم من غير الملائم، وفي أغلب الأحيان ترتبط هذه الثقافة بالإشمئزاز الكبير (أخلاقي أو aesthetical) حول بعض صفات الثقافة الجديدة أو المختلفة.
لقد تم عرض هذا التعبير لأول مرة في عام 1954 للميلاد، بواسطة كلفيرو أوبيرج (Kalvero Oberg). ومن الباحثون الآخرون الذين عملوا على الصدمة الثقافية كان الباحث مايكل وينكيلمان (Michael Winkelman).
الصدمة الثقافية هي أحد أبحاث «وسائل الإتصال الثقافي المتباين» (intercultural communication). مؤخرا، إدعى بعض الباحثون بأن الصدمة الثقافية لها العديد من التأثيرات الإيجابية على الزوار المؤقتون لتباين الثقافة، لزيادة الكفائة الذاتية، وأيضا المساعدة على تحسين التحفيز الذاتي للشخص.

## مراحل الصدمة الثقافية

وفقًا للنموذج ، سيحصل الأشخاص في البداية على (1) شهر عسل ثم (2) فترة انتقالية ، أي صدمة ثقافية. ولكن في وقت لاحق ، سيبدأ الناس في التكيف (3) (يظهر الخط المنقط أن بعض الناس سيكرهون الثقافة الجديدة). و (4) يشير إلى بعض الأشخاص الذين يعودون إلى مكانهم للتكيف مع الثقافة القديمة.

الصدمة الثقافية الحادة (الهجرة إلى دولة أجنبية) غالبا تشتمل على مراحل متميزة، ومع ذلك لا يمر كل الأشخاص بهذه المراحل.

### مرحلة شهر العسل
في خلال فترة «شهر العسل» الاختلافات الموجودة بين الثقافة الجديدة والقديمة ترى بشكل رومانسي، رائع، وجديد. وعلى سبيل المثال، بعد السفر إلى دولة جديدة، قد يحب المسافرون الأطعمة الجديدة، أسلوب الحياة، عادات الناس، المباني، وهكذا.

### مرحلة المفاوضات
بعد عدة أيام، أسابيع، أو شهور، يتم حل مشكلة الاختلافات البسيطة بين القديمة والجديدة. قد يتم الاشتياق إلى تحضير الطعام بطريقة البلاد الأصلية، أيضا قد يشعر الفرد بتغيرات في حياته سواء كانت سريعة جدا أو بطيئة، من المحتمل أيضا أن ينزعج من عادات الناس في المكان الجديد، وقد لا يروق له المكان الجديد فضلاً عن طغيان الحنين إلى الوطن، إلخ.

### مرحلة التمكن «كل شيء مقبول» (Everything is OK)
أيضا بعد عدة أيام، أسابيع، أو شهور، يتم التعود على اختلافات الثقافة الجديدة ويتم تطوير الوضع الروتيني القديم. بهذه النقطة، لن يكون هناك أي ردة فعل إيجابية أو سلبية على الثقافة الجديدة، لأن هذا الشعور سوف يتلاشى ولن تكون هذه العادات جديدة بعد التعود عليها، بعد ذلك يبدأ الفرد الاهتمام مره أخرى بأساسيات الحياة، كفرد من أفراد هذه الثقافة.
```
مرحلة التمكن لا تعني التحويل الكلي، فالناس غالبا ما تبقي العديد من صفات ثقافتهم الأصلية.
```

### صدمة الثقافة العكسية
عودة الفرد إلى ثقافته الأصلية بعد أن ترعرع على الثقافة الجديدة، من الممكن أن تنتج نفس التأثيرت التي تم شرحها سابقا.
في بعض الحالات، يستحيل التعامل مع الصدمة الثقافية. البعض سيتخلى عن محاولة استيعاب الثقافة الجديدة وسيعودون إلى ثقافتهم الأصلية، والبعض الآخر يقوم بتكييف نفسه مع وضع هذه الثقافة الأجنبية ليقوموا يتخفيف الإجهاد والضغط النفسي على أنفسهم.

## مجاراة أو مواجهة الصدمة الثقافية
يميل خبراء الأسفار إلى تحمل كبير لصعوبات أو مشاق السفر. وليضمنوا بأن تكون رحلتهم ممتعه يقومون بعمل عدة أشياء وهي:
- يقومون بالقراءة عن هذه البلاد وثقافتها قبل الذهاب إليها. هذه الطريقة، تجعل القاريء يحصل على معلومات عن البلاد وشعبها ويدرك الاختلافات الثقافية ليسهل عليه التعامل مع أهلها (على سبيل المثال، النظافة "hygiene").
- عدم جرح مشاعر الناس المحليين، أو عدم جرح مشاعرك لتصرف ما، أو تتورط أكثر في سوء فهم ثقافي، لأنهم يعرفون أنفسهم بلغتهم وتقاليدهم.
- أن يكونوا ذو عقل متفتح أو مستنير (open-minded) عن الثقافة التي يزورونها.
- أخذ فاصل أو وقت للراحة من التبادل الثقافي حتى لاتزيد قوة الصدمة الثقافية.

## العواقب
هناك ثلاث نتائج أساسية لمرحلة التأقلم:
يجد بعض الناس أنه من المستحيل قبول الثقافة الأجنبية والاندماج. إنهم يعزلون أنفسهم عن بيئة البلد المضيف، والتي يرون أنها معادية، ينسحبون إلى «غيتو» (غالبًا ما يكون عقليًا) ويرون أن العودة إلى ثقافتهم هي السبيل الوحيد للخروج.  تعرف هذه المجموعة أحيانًا باسم «الرافضين» وتصف حوالي 60٪ من المغتربين. هؤلاء «الرافضون» لديهم أيضًا أكبر المشكلات في إعادة دمجهم في الوطن بعد العودة.
يندمج بعض الأشخاص بشكل كامل ويأخذون جميع أجزاء ثقافة المضيف مع فقدان هويتهم الأصلية.  وهذا ما يسمى الاستيعاب الثقافي. انهم عادة ما تبقى في البلد المضيف إلى الأبد.  تُعرف هذه المجموعة أحيانًا باسم «المتبنون» وتصف حوالي 10٪ من المغتربين.
يتمكن بعض الأشخاص من التكيف مع جوانب ثقافة المضيف التي يرون أنها إيجابية، مع الحفاظ على بعض خاصة بهم وخلق مزيج فريد من نوعه. ليس لديهم مشاكل كبيرة في العودة إلى ديارهم أو الانتقال إلى مكان آخر.  يمكن اعتبار هذه المجموعة كوسموبوليتية. ما يقرب من 30 ٪ من المغتربين ينتمون إلى هذه المجموعة.
الصدمة الثقافية لها تأثيرات مختلفة، تمتد عبر الزمن، ودرجات من الشدة. كثير من الناس يعانون من وجودها ولا يدركون ما يزعجهم.

## صدمة الانتقال
صدمة الثقافة هي فئة فرعية من مفهوم أكثر عالمية يسمى الصدمة الانتقالية. صدمة الانتقال هو حالة من الضياع والارتباك مبنية على التغيير في بيئة واحدة مألوفة التي تتطلب التكيف. هناك العديد من أعراض الصدمة الانتقالية، والتي تشمل: 
- القلق المفرط على النظافة.
- مشاعر العجز والانسحاب.
- غضب.
- تقلب المزاج.
- الشوق إلى البيت والأصدقاء القدامى.
- ملل.
- أفكار انتحارية.
- النوم المفرط.
- الأكل الشره / شرب / زيادة الوزن.
- العداء تجاه المواطنين المضيفين.